# Pleurocera postelli
Pleurocera postelli är en snäckart som först beskrevs av I. Lea 1862.  Pleurocera postelli ingår i släktet Pleurocera och familjen Pleuroceridae. IUCN kategoriserar arten globalt som otillräckligt studerad. Inga underarter finns listade i Catalogue of Life.